# Pringle (Dakota del Sud)
Pringle és una població dels Estats Units a l'estat de Dakota del Sud. Segons el cens del 2000 tenia 125 habitants.

## Demografia[Cal actualitzar]
Segons el cens del 2000, Pringle tenia 125 habitants, 46 habitatges, i 36 famílies. La densitat de població era de 193,1 habitants per km².
Dels 46 habitatges en un 34,8% hi vivien nens de menys de 18 anys, en un 67,4% hi vivien parelles casades, en un 8,7% dones solteres, i en un 21,7% no eren unitats familiars. En el 19,6% dels habitatges hi vivien persones soles el 13% de les quals corresponia a persones de 65 anys o més que vivien soles. El nombre mitjà de persones vivint en cada habitatge era de 2,72 i el nombre mitjà de persones que vivien en cada família era de 2,89.
Per edats la població es repartia de la següent manera: un 25,6% tenia menys de 18 anys, un 8,8% entre 18 i 24, un 29,6% entre 25 i 44, un 23,2% de 45 a 60 i un 12,8% 65 anys o més.
L'edat mediana era de 38 anys. Per cada 100 dones de 18 o més anys hi havia 93,8 homes.
La renda mediana per habitatge era de 28.214 $ i la renda mediana per família de 28.571 $. Els homes tenien una renda mediana de 25.625 $ mentre que les dones 15.625 $. La renda per capita de la població era de 10.584 $. Entorn del 8,8% de les famílies i el 16,8% de la població estaven per davall del llindar de pobresa.

## Poblacions més properes
El següent diagrama mostra les poblacions més properes.